# 祖·馬隆

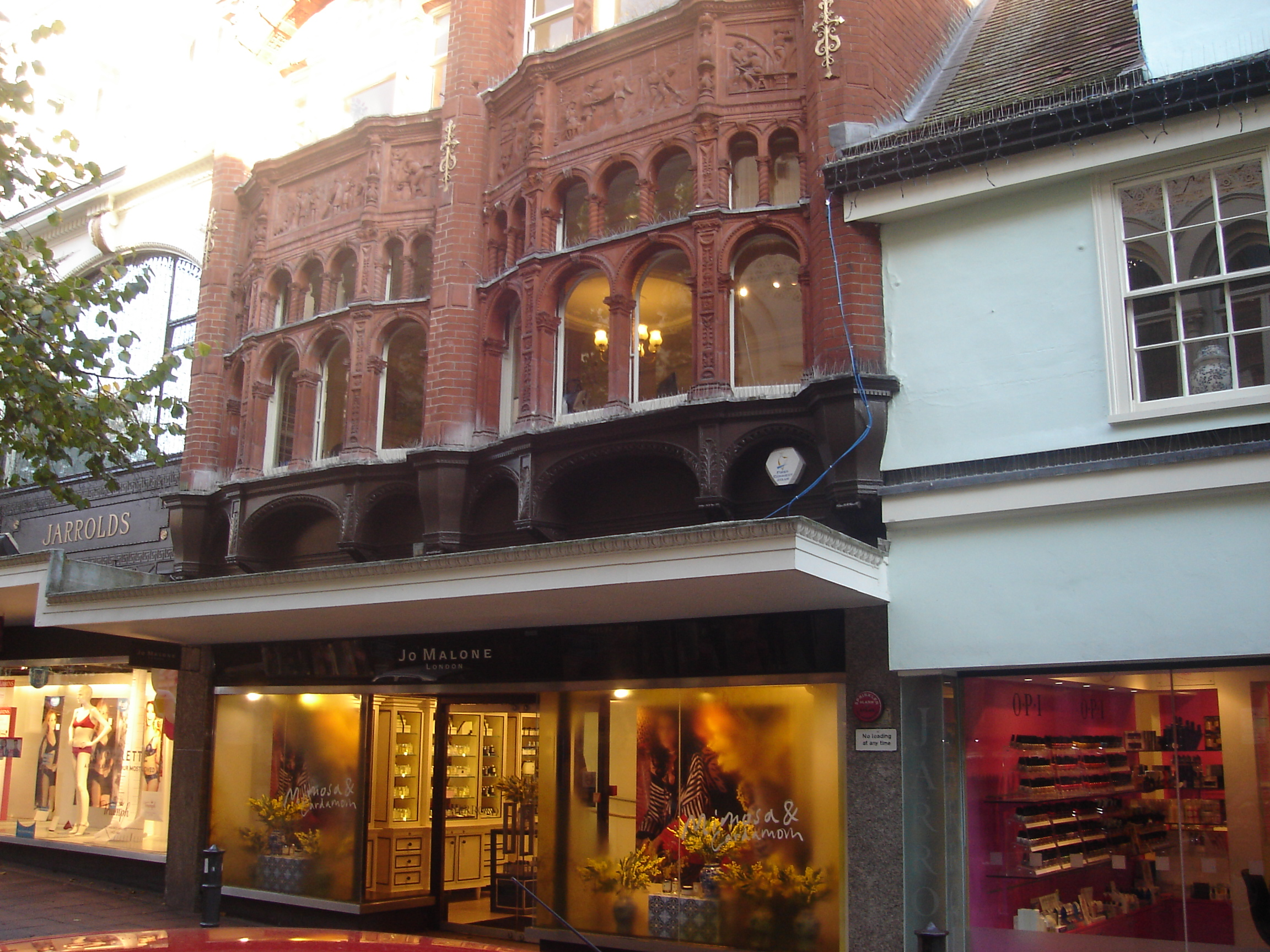
Jo Malone shop in Norwich

祖·萊斯利·馬隆（英語：Joanne Lesley Malone，1963年11月—）是一位英國調香師，是Jo Malone London和Jo Loves公司的創始人。 她以香薰蠟燭而聞名。
她於1963年11月出生，在肯特郡貝克斯利希斯的一個國營房屋里長大，患有嚴重的閱讀障礙，沒有得到任何資格就離開了學校，並與母親艾琳一起創立了公司。
1999年，她將她所擁有的Jo Malone London出售給雅詩蘭黛。

## 榮譽
2008年，馬龍獲得了MBE，然後在2018年獲得了CBE。

## 個人生活
馬龍與前測量員師加里·威爾科克斯（Gary Willcox)）結婚，並育有一個兒子。
2003年，馬隆被诊断出患有乳腺癌，经过一年的治疗后，她的病情得到了康复。.

## 外部連結
- Jo Malone London Official Website （页面存档备份，存于）
- Jo Loves Website